# Frank Nitti

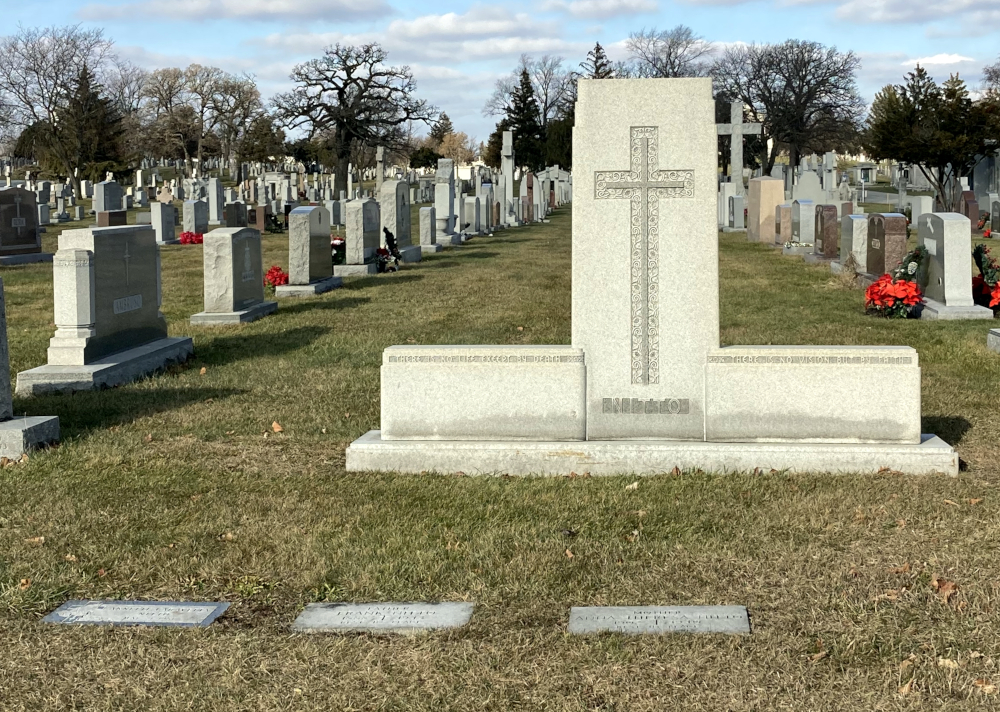
Grab von Frank Nitti (1886–1943) auf dem Mount Carmel Cemetery, Hillside, IL

Frank Nitti (* 27. Januar 1888 in Angri, Provinz Salerno; † 19. März 1943 in North Riverside, Illinois; eigentlich Francesco Raffaele Nitto) war ein italo-amerikanischer Mafioso des Chicago Outfit. Als Nachfolger des legendären Al Capone wurde er dessen mutmaßliches Oberhaupt.

## Leben

### Geburt
Francesco wurde in Italien als Sohn von Rosina Fezza und Luigi Nitto geboren. Es existieren unterschiedliche Angaben zu seinem Geburtsjahr: Bei der US-Emigrationsbehörde ist 1883 registriert, auch das Jahr 1884 wird genannt. Auf seinem Grabstein steht 1888. Eine möglicherweise glaubwürdige Version ist das Geburtsjahr 1886, wofür spricht, dass Nitti dieses Datum eigenhändig in ein Gefängnisdokument eintrug. Die Encyclopædia Britannica nennt das Jahr 1896, allerdings mit einem Fragezeichen versehen.

### Frühe Jahre
Francesco Nitto emigrierte zusammen mit seiner Mutter am 1. Juli 1891 auf dem Dampfschiff Guerra in die Vereinigten Staaten. Zuerst siedelten sie sich in Harrison (New Jersey) an und zogen später in den New Yorker Stadtteil Brooklyn um.
Um 1907 war Nitti der Anführer der Jugendgang Navy Street Boys, bei denen er auf den Achtjährigen Alphonse Capone traf, der das „Maskottchen“ dieser Bande darstellte. Später wurde Frank Nitti mit Al Capone Mitglied der Five Points Gang. Zu dieser Zeit etablierten beide wahrscheinlich ihre lang anhaltende Freund- und Partnerschaft. Andere Hypothesen nehmen an, dass sie sich erst später in Chicago besser kennen lernten, als Nitti als unabhängiger Alkoholschmuggler die Anbindung an größere Gruppierungen suchte. Bei den Five Pointers kam er in Kontakt zu Lucky Luciano, einem weiteren bis heute bekannten Mitglied der Bande, der ein Jugendfreund von Meyer Lansky war, wodurch auch Nitti in geschäftlichen Kontakt mit diesem kam. Die Hehlerei wickelte er vermutlich über seinen Freund und Mentor Alex Louis Greenberg ab (auch hier ist es unklar, ob er ihn nicht erst in Chicago kennenlernte).

### Chicago
Als Capone 1919 von New York City nach Chicago wechselte, brachte er vermutlich Nitti mit in die South Side der Stadt. Eine mögliche zweite Variante ist, dass Nitti bereits um 1911 New York verließ und irgendwann gegen 1913 das erste Mal in Chicago sesshaft wurde. Anhand von Akten kann nur ein kurzer Aufenthalt in Texas um 1917 nachgewiesen werden. Dort entwickelte Nitti sich vom kleinen Alkoholschmuggler (Bootlegger) und Hehler zum Vollmitglied des Chicago Outfit. Wahrscheinlich wurde er Anfang der 1920er Jahre unter der Leitung von Johnny Torrio, einem weiteren ehemaligen Five Pointer, aufgenommen, nachdem im Zuge des reformatorisch gesinnten Bürgermeisters William E. Dever Druck auf den Alkoholschmuggel ausgeübt worden war und Torrios „Friedenskonzept“ (Aufteilung der Territorien, in denen die konkurrierenden Gruppierungen ohne Einflussnahme anderer handeln konnten) durch Übergriffe langsam zu zerbrechen schien. Nitti als bisher relativ unabhängig agierender Schmuggler (in Zusammenarbeit mit Greenberg) entschied, sich einer einflussreicheren Bande anzuschließen, um so weitere Erfolge einzufahren.
Am 9. Mai 1921 beantragte Frank Nitti die US-Staatsbürgerschaft. Diese wurde ihm am 25. Februar 1925 durch die Einbürgerungsbehörde in Chicago genehmigt.
Nitti war unter anderem Geschäftspartner von Giuseppi „Diamond Joe“ Esposito, der ihn nominell von 1923 bis 1925 als Friseur einstellte. Bereits zuvor in seinem Leben hatte Nitti wahrscheinlich in einem Friseurladen für John „Jake The Barber“ Factor gearbeitet, einen Trickbetrüger und Bruder des Makeup-Firmengründers Max Factor Sr. Zwischen 1923 und 1924 half Nitti Johnny Torrio und Al Capone bei der Übernahme des Chicagoer Vorortes Cicero.
Nach dem Rückzug Torrios als Oberhaupt des Outfits im Jahre 1925 wurde Al Capone dessen Nachfolger; Nitti, der von 1924 bis 1929 auch für die Sicherheit von Capone zuständig war, verhinderte in diesem Zeitraum mindestens vier größere Anschläge auf Capone im Rahmen der Chicagoer Bierkriege (im Englischen bekannt als „Chicago Beer Wars“).
Nitti übernahm auch zusätzliche Aufgaben während der Prohibition und wurde zu einem Experten für das Bootlegging: Er organisierte durch seine zahlreichen Kontakte die logistische Kette des eingeschmuggelten Whiskeys aus Kanada bis in die illegalen Bars und Clubs (am.: speakeasy). Seine Durchsetzungskraft bei diesen Aktivitäten sowie bei der Disziplin innerhalb der Gruppierung brachten ihm den Spitznamen „The Enforcer“ (am.: Der Durchsetzer, Vollstrecker), und er nahm bald den Posten des Consigliere ein.
Die besondere Stellung zu Capone offenbarte sich unter anderem im Mai 1926. Nach dem Mord an dem jungen Anwalt William McSwiggin erfuhr Capone erstmals eine ungeahnt negative Reaktion durch die Bürger der Stadt und setzte sich in einen Urlaubsort bei Lansing, Michigan ab. Nur zwei Vertraute durften als Bodyguards Capone dabei begleiten: Jack „Machine Gun“ McGurn und Frank Nitti.
McGurn wurde später im Februar 1936 umgebracht; möglicherweise war Nitti auch in dessen Ermordung verstrickt; denn zeit seines Lebens blieb er an den Planungen und Durchführungen verschiedener Attentate des Outfits maßgeblich beteiligt. Ihm soll eine Schlüsselrolle bei der Planung und Exekutierung von Earl „Hymie“ Weiss, einem Verbündeten von George „Bugs“ Morans North Side Gang, zukommen, der am 11. Oktober 1926 ermordet wurde. Weitere Morde, die möglicherweise Frank Nittis Planungen zugeschrieben werden können, waren die an Frankie Yale Anfang Juli 1928, bei dem Louis „Lefty Louie“, „Little New York“ Campagna (ein Bodyguard und Auftragskiller für Capone und später Frank Nitti) Hauptverdächtiger war, sowie das Valentinstag-Massaker vom 14. Februar 1929.

### Nachfolger von Al Capone
Neben Capone geriet auch Nitti 1930 unter Druck der US-amerikanischen Steuerbehörde IRS und wurde im März 1930 angeklagt. Am 20. Dezember plädierte er auf schuldig und wurde zu 18 Monaten Gefängnis verurteilt, die er am 11. Januar 1931 im Bundesgefängnis Leavenworth antrat.
Bereits seit etwa 1930/31 war Nitti vermutlich der „Frontboss“ des Outfits; nach seiner Entlassung im März 1932 übernahm er sichtbar die Kontrolle in Chicago. Capone war im Oktober 1931 zu einer elfjährigen Haftstrafe verurteilt worden und versuchte, den Antritt seiner Haftstrafe bis 1932 zu verzögern, um über den dann freien Nitti weiter seine Rolle als Oberhaupt wahrnehmen zu können. Dass Nitti bereits zu diesem Zeitpunkt Oberhaupt des Outfits war, gilt als unwahrscheinlich, denn Capone rechnete zu diesem Zeitpunkt immer noch mit einer schnellen Haftentlassung. Es wurde einschlägiger Besuch in seiner Haftanstalt in Atlanta registriert, die seinen Kontakt nach außen sicherstellten. Vermutlich um diese Kommunikation – und damit seine weitere Machtausübung – zu unterdrücken, wurde Capone 1933 nach Alcatraz verlegt.
Erst seit diesem Zeitpunkt wurde Nitti als nachfolgendes Oberhaupt des Outfits gehandelt; zumindest die Presse sah ihn in dieser Rolle: durch den Ermittlungsdruck der Behörden hatte sich das Outfit langsam fragmentiert und Nitti war einer der wenigen Mobster, die sichtbar blieben. Trotzdem gibt es die These, dass Nitti nie der wirkliche Nachfolger von Capone gewesen sei. (Siehe unten: Frank Nitti – Frontboss oder Oberhaupt?)

### Das Attentat auf Nitti
Am 19. Dezember 1932 wurde Frank Nitti in seinem Büro durch die beiden Polizisten Harry Lang und Harry Miller schwer verletzt. Vermutlicher Verantwortlicher war der Chicagoer Bürgermeister Anton Cermak, der 1931 in dieses Amt gewählt worden war. Er galt als Sozialreformer und hatte bereits kurz nach seiner Wahl den Kampf gegen das organisierte Verbrechen angekündigt. Nachdem Cermak zum Bürgermeister gewählt wurde, stiegen tatsächlich die personellen Verluste des Outfits in dieser Auseinandersetzung rapide an.
Allerdings verfügte auch er über Kontakte zu Mobstern, vor allem zu Edward „Ted“ Newberry, einem ehemaligen Assoziierten der North Side Gang unter Moran, der wahrscheinlich nach dem Valentinstag-Massaker die Seiten wechselte und unter die Kontrolle des Outfits geraten war (ein Wechsel, der Morans Abneigung gegenüber Newberry schürte). Cermak schien Newberry, der als Karrieregangster bekannt war, ein besseres Angebot unterbreitet und somit seine „Loyalität“ gekauft zu haben. Demnach war es Newberry, der Cermak riet, Roger Touhy gegen das Outfit zu unterstützen.
Die beiden Polizisten Lang und Miller sollen ein Kopfgeld von 15.000 US-Dollar erhalten haben, um Nitti zu ermorden. Dazu führten sie eine Razzia in Nittis Büro durch, bei der unter anderem Campagna und der Politiker Joseph Parrillo anwesend waren. Die Anwesenden wurden untersucht und ähnlich dem Valentins-Massaker an die Wand gestellt. Dann wurden mehrere Schüsse auf Nitti abgefeuert. Danach schoss sich Lang mit seiner Waffe selber in die linke Hand, um damit später eine vorgebliche Notwehr begründen zu können. Nitti wurde in ein Krankenhaus gebracht und von Dr. Gaetano Ronga operiert. Da aber seine Überlebenschancen als gering eingestuft wurden, erhielt er bereits die Sterbesakramente. Nitti überlebte jedoch und erholte sich in der Folgezeit von den Verletzungen; seine Gesundheit blieb bis zu seinem Lebensende beeinträchtigt.
Ein Anschlag auf eine Führungsperson der La Cosa Nostra, immer auch ein Angriff auf die Reputation, wird immer vergolten. Ob nun Nitti oder Paul Ricca die Planung dieser Vergeltungsschläge vorgenommen hatten, ist heute nicht mehr zu klären. Da Campagna Zeuge des Mordversuches an Nitti war, kam er als ausführende Kraft nicht in Frage. Jedenfalls wurde Teddy Newberry am 7. Januar 1933 im Porter County in Indiana tot aufgefunden. Die gängige Vermutung ist, dass Anthony Accardo, späterer Boss des Outfits, den Auftragsmord ausführte und als Belohnung den Rang eines Capo erhielt.
Der Polizist Harry Lang wurde später wegen versuchten Mordes angeklagt, doch dieses Verfahren wurde eingestellt, da Frank Nitti – im Sinne der Omertà – keine belastenden Aussagen machte. Lang wurde ebenso wie Miller, der als Zeuge gegen seinen Partner ausgesagt hatte, aus dem Polizeidienst entlassen. Bürgermeister Cermak, der offenbar mit Racheaktionen rechnete, erhöhte seinen Personenschutz und entschied sich, vorläufig Chicago zu verlassen, um nach Miami überzusiedeln. Dieses Verhalten wurde politisch damit begründet, dass er Arbeit für Franklin D. Roosevelt in Miami leisten wollte.
Am 15. Februar 1933 wurde er durch Giuseppe Zangara, einen Italo-Amerikaner mit kriminellem Hintergrund, der beabsichtigte, Präsident Roosevelt zu ermorden, durch mehrere Schüsse, u. a. in die Lunge, getroffen. Wenige Wochen darauf, am 6. März 1933, erlag der Bürgermeister von Chicago jedoch im Krankenhaus seinen Verletzungen. Bis heute halten sich Theorien, dass der mental instabile Zangara kein Attentat auf Roosevelt geplant hätte, sondern tatsächlich Cermak das Opfer der Schüsse war. Zangara sollte damit gezielt den Anschein erwecken, dass es sich um ein politisch motiviertes Attentat handele, obwohl er insgeheim durch Outfit-Kontakte angeheuert worden war. Zangara wurde am 20. März 1933 durch den elektrischen Stuhl hingerichtet, nachdem er sich selbst im Prozess des Mordes schuldig bekannt hatte. Angeblich soll Cermak selbst auf seinem Totenbett zugegeben haben, dass er damit rechnete, das Opfer eines Attentats durch das Outfit zu werden. Auch der Gründer der Chicago Crime Commission Frank J. Loesch vermutete, dass es sich hierbei um einen Anschlag handelte, der aus Aktivitäten des Outfits resultierte.

### Expansion desOutfits
Grundsätzlich kann davon ausgegangen werden, dass Nitti in Chicago – ob nun als Oberhaupt oder Frontboss – fest installiert war, wenngleich das Attentat auch als Angriff auf seine Reputation gewertet werden kann. Offenbar um diese wiederherzustellen, begann Nitti ab dem 1. Februar 1933 eine Kampagne von Sprengstoffanschlägen. Dabei wurden unzählige Büros und Warenhäuser kleiner Geschäftsmänner, die mit der Zahlung ihrer Schutzgelder nachlässig geworden waren, Opfer von Bomben. Als ausführende Kraft gilt der Bombenexperte des Outfits James Belcastro.
Mit dem Ende der Prohibition 1933 versuchte das Outfit nun, seinen Geschäftsbereich zu erweitern und suchte neue Einnahmequellen. Trotzdem blieb das Outfit im Alkoholgeschäft; mit Hilfe der Übernahme von Gewerkschaften, die dieser Industrie zugehörig waren, wurde versucht, weiterhin die Kontrolle auszuüben. Strohmänner erwarben legale Lizenzen, und das Outfit konnte u. a. weiterhin eigene Biermarken wie etwa Great Lakes und Cream Top im Markt halten. Eine bekannte Brauerei war dabei die Canadian Ace Brewing Company, die ehemals Malt-Maid Brewery hieß und von Johnny Torrio 1919 gekauft wurde. Nach einiger Zeit wurde sie in die Manhattan Brewing Company umbenannt, nachdem Alex Louis Greenberg als Manager eingestellt wurde. Im Jahre 1933 wurde Greenberg selbst der Besitzer dieser Firma und veränderte ihren Namen in die Canadian Ace Brewing Company.
Hauptaugenmerk der Expansion war dabei vor allem die Weltausstellung in Chicago, die 1933 unter dem Namen A Century of Progress (dt.: Ein Jahrhundert des Fortschritts) stattfinden sollte. Das Engagement im Alkoholgeschäft diente dazu, über diese kommende Ausstellung die Vormachtstellung zu erlangen. Zusätzlich wurde der Einfluss auch in den Bereichen Lebensmittelversorgung, Hygiene, Transport sowie in den Gewerkschaften ausgebaut, um die eigenen Profite zu maximieren. Viele glauben, dass Nitti erst jetzt seinen Status vollkommen gefestigt hatte. So fand 1933 eine Versammlung in Miami statt, in der viele Syndikatsbosse, darunter Meyer Lansky und Jack Dragna, Frank Nitti ihre Ehrerbietung erwiesen. Zusätzlich wurden auf diesem Treffen Absprachen getroffen, um auch nach der baldigen Aufhebung der Alkoholprohibition die Kontrolle weiter zu behalten, ohne sich gegenseitig zu schaden.
Ein wichtiger Punkt war jedoch die Expansion im Bereich des Glücksspiels; bis 1937 wurde die direkte Kontrolle des Großteils aller Glücksspiel-Operationen in Chicago und Cook County erreicht. Tatkräftige Unterstützung leistete der Cermak-Nachfolger im Bürgermeisteramt Edward J. Kelly, welcher dem Outfit erlaubte, verschiedene Glücksspielhäuser und Bordelle zu betreiben – im Austausch für die Garantie der italienischstämmigen Wählerstimmen bei den Wahlen, die teilweise durch Gewalt sichergestellt wurden.
Nitti sah es als Ziel an, Verluste durch den Wegfall des Alkoholschmuggels dadurch auszugleichen, indem selbst das Geschäft der Buchmacher (am.: bookmaking) betrieben wurde. Vermutlich durch Todesdrohungen gelang es Nitti, Moses Annenberg zu erpressen und Schutzgeld zu erhalten. Die Folgejahre nach Nittis Tod sollten jedoch weitere Konflikte um diese Agenturen mit sich bringen, da James M. Ragen, Gründer der Ragen’s Colts und Nachfolger von Annenberg, nicht nachgeben wollte. Des Weiteren entstanden unter Nitti verschiedene Nachrichtenagenturen, die sich darauf konzentrierten, gezielte Insiderinformationen zu verbreiten, die für Wettspiele und besonders für die Buchmacher von Relevanz waren, beispielsweise bei Pferderennen über die aktuelle Beschaffenheit der Bahn, Favoritenpferde, kurzfristig aufgetauchte Verletzungen, Gewinnchancen etc. Bekanntes Beispiel hierfür war die Trans-American Publishing & News Service, Inc. unter der Führung von Gus Greenbaum und Moses Annenberg.
Eine weitere Hauptpriorität des Outfits lag in der Kontrolle der Gewerkschaften („labor-racketeering“). Das Wagner-Gesetz von 1935 ermöglichte eine Entwicklung in den organisierten Gewerkschaften hin zum organisierten Verbrechen. Durch das Erringen der Kontrolle in den Gewerkschaften erhielt das Outfit die Möglichkeit der gezielten Erpressung verschiedener Industriebereiche durch Androhung möglicher Streiks. Gleichermaßen gab es auch die angebotene Möglichkeit, die Gewerkschaft möglichst ruhig zu halten und dafür angemessene Bezahlungen zu erhalten. Ebenso erhielt man so möglichen Zugang zu den Gewerkschaftskassen und Pensionsfonds. Die Person, die hauptsächlich für die Übernahme der Gewerkschaften verantwortlich war und dabei nicht vor Kidnapping und Mord oder Mordandrohungen zurückschreckte, war das ranghohe Outfit-Mitglied Murray Humphreys.
Ein Beispiel dafür war die Übernahme der Chicago Bartenders’ Union. George B. McLane, bis dahin 28 Jahre an der Spitze der Gewerkschaft, sagte 1940 bei einer Gerichtsanhörung aus, dass sich das Outfit unter Frank Nitti seit 1935 bemüht hatte, die Gewerkschaft zu unterwandern. Infolge dieser Aussage wurden u. a. Nitti, Ricca, Humphreys und Campagna der Verschwörung angeklagt. Da es aber offenbar gelungen war, McLane durch Drohungen von weiteren Aussagen abzuhalten, scheiterte die Anklage.

### Die Hollywood-Erpressung
Eines der größten Unternehmen, das unter Frank Nitti in Angriff genommen wurde, hatte unmittelbar mit der Expansion des Chicagoer Outfits Richtung Westen nach Hollywood zu tun. Bereits zum Ende der 1920er Jahre entwickelte das Outfit erhebliches Interesse am Unterhaltungssektor und plante dessen möglichst gewinnbringende Ausbeutung.
Erste Bestrebungen gab es bereits durch den Mobster Tommy Maloy, der 1920 in Chicago die Motion Picture Machine Operators’ Union übernahm und in der Folgezeit mit Al Capone und George Moran zusammenarbeitete. Das wahre Interesse wurde erst bei Nitti geweckt, als sich das kommerzielle Potential von Soundtracks entfaltete. Maloy begann nun auch für das neue Chicagoer Oberhaupt von Bedeutung zu werden, da er Kontrolle über die Filmvorführer-Gewerkschaft in der Stadt besaß. Dieser hatte einen Kritiker kurz zuvor exekutieren lassen, da dieser sich beim nationalen Gewerkschaftspräsidenten über dessen Handlungsweisen beschwert hatte. Als alle Unterlagen der Gewerkschaft aufgrund einer Untersuchung eingezogen wurden, tauchte Maloy unter. Jedoch gelangte Frank Nitti an diese Unterlagen und nutzte die darin enthaltenen Informationen, um ab März 1933 die direkte Kontrolle über die Gewerkschaft durchzusetzen. 1934 bat Maloy Nitti um Hilfe, da ihm eine Anklage wegen Steuerhinterziehung drohte. Nitti schien zunächst auf eine Zusammenarbeit einzugehen, hinterging jedoch Maloy, indem er seine Hilfe – in Form von politischem Einfluss – so lange herauszuzögern gedachte, bis dieser angeklagt und verurteilt sein würde. Dieser Plan scheiterte jedoch anfangs, da es schien, dass Maloy einer Anklage entkommen könnte. Da die Übernahme der Filmvorführer-Gewerkschaft jedoch von großer Bedeutung war, entschloss sich Nitti nun zu drastischeren Methoden und ordnete die Beseitigung des Iren Maloy an; Entführungsversuche schlugen jedoch fehl. Währenddessen sah sich Maloy im Januar 1935 mit einer weiteren Anklage konfrontiert, neben der Steuerhinterziehung trat nun der Vorwurf der Erpressung von Kinobesitzern. Zu einer Anklage kam es nicht mehr, da Tommy Maloy am 4. Februar 1935 auf offener Straße in seinem Wagen erschossen wurde. Sein Nachfolger wurde Outfit-Mitglied Nick Circella.
Zwei Drahtzieher im großen Erpressungsvorhaben waren George E. Browne und Willie Bioff. Beide waren eigentlich unabhängig arbeitende Kleingangster, die es über Erpressung schafften Barney Balaban (und indirekt Sam Katz) auszunehmen. Dazu drohten sie deren Kinokette Balaban & Katz Theaters mit dem Streik der Gewerkschaft. Anfangs weigerte sich Balaban, auf diese Drohungen einzugehen, nachdem er jedoch davon überzeugt wurde, dass die Gelder in eine Kasse für arbeitslose Gewerkschafter sowie für Suppenküchen gehen sollte, einigte man sich auf eine Zahlung von 20.000 US-Dollar. In Wirklichkeit waren diese Suppenküchen und „Spendenkassen“ jedoch nur Tarnorganisationen zwecks Geldwäsche und das Geld gelangte anschließend in die Hände von Bioff und Browne. Kurz darauf erweckten die erfolgreichen Gangster das Interesse des Chicagoer Outfits und wurden zu einem Meeting mit den Oberen der Organisation „eingeladen“. Nachdem sie Nitti und Co. ihre Strategie erklärten, wurde ihnen unmissverständlich klargemacht, dass das Outfit von nun an ihre Operationen übernehmen und einen großen Anteil der Einnahmen erhalten würde. Zugleich plante Nitti bereits eine Übertragung dieser Strategie auf ein viel größeres Konzept – die Geburtsstunde der Hollywood-Erpressung.
Erstes Ziel dieser Partnerschaft war es, die Kontrolle über die International Alliance of Theatrical Stage Employees (IATSE) zu erringen. Dazu sollte Browne zum neuen Präsidenten gewählt werden, während Bioff als sein Vollstrecker arbeiten sollte. Die effektive Kontrolle sollte dabei das Outfit behalten, die beiden Handlanger sich nur um die alltägliche Ausübung ihrer Aufgaben (inklusive das Eintreiben der Gelder) kümmern. Anfangs lag die Konzentration darauf, den Unterhaltungssektor in Chicago weiter auszunehmen, dies war aber nur der Auftakt für die größere Aktion in Hollywood. Nitti beobachtete dabei das dortige Business und prüfte, welche Gewerkschaften als wichtiges Bindeglied fungieren könnten. Günstige Bedingungen gab es in Los Angeles, insbesondere da wichtige Zentralfiguren wie der Bezirksstaatsanwalt, Polizeichef und Bürgermeister als korrupt eingestuft werden konnten.
Ohne die Kooperation mit den anderen Familien der La Cosa Nostra ging es jedoch nicht; Hollywood gehörte nicht zum eigentlichen Gebiet des Outfits und vor allem die eigenständigen Clans der Ostküste übten die Kontrolle über wichtige Gewerkschaften aus, die für das Vorgehen nötig waren. Hierzu war eine Absprache im National Crime Syndicate bzw. der „Kommission“ notwendig, um dieses nationale Unternehmen und die Verteilung der Profite abzustimmen. Damit war auch die Verbindung nach New York City gesichert, da der Vorsitzende Lucky Luciano außerdem Oberhaupt der größten Mafia-Familie der USA war, die später als Genovese-Familie klassifiziert wurde.
Im Juni 1934 wurde George Browne bei einer IATSE-Versammlung in Louisville, Kentucky zum neuen Präsidenten der Gewerkschaft gewählt. Sofort begannen Browne und Bioff damit, verschiedene Gewerkschaftsmitglieder und Studio-Gewerkschaften dazu zu bewegen, mit der IATSE zusammenzuarbeiten. Schon bald darauf begannen die Operationen in Los Angeles mit der gewohnten Taktik, Geld von den großen Studios wie Paramount, 20th Century Fox, RKO Studios etc. zu erpressen. Zusätzlich wurde 1936 eine Sonderabgabe auf die Gehälter der Gewerkschafter erhoben, die angeblich für eine Gewerkschaftsverteidigungskasse verwendet werden sollte. Durch diese Methoden gelang es dem Outfit, über Jahre hinweg mehrere Millionen US-Dollar an Profit zu erzielen, Geldsummen, die niemals versteuert wurden. Weitere Personen, die eine besondere Rolle in Hollywood für das Outfit spielten, waren Johnny Roselli und Fred Evans. Während Evans als Experte der Geldwäsche der erpressten Beträge galt, hatte Roselli die Aufgabe, Aufsicht über die Aktionen von Bioff in Los Angeles zu führen. Dieser wurde aufgrund seines starken Alkoholkonsums und seiner damit verbundenen Redseligkeit für ein Sicherheitsrisiko gehalten, das konstante Überwachung erforderte. Eine ähnliche Rolle für Browne, der sich hauptsächlich in Washington und New York aufhielt, nahm Nick Circella ein.
Im Laufe der Zeit änderte sich selbst die Wahrnehmung dieser Erpressungen bei den Studiochefs. Sie entwickelte sich immer mehr zu einer Art Bestechung von Browne und Bioff, damit diese die Forderungen der Gewerkschaft möglichst gering hielten. Dies ermöglichte den Filmstudios eine rigorose Politik gegenüber schwachen Gewerkschaften und ersparte ihnen Millionen an „Unkosten“ durch legitime Erhöhungen der Gehälter. Zusätzlich erreichte Bioff eine geheime Abmachung mit Joseph Schenck, die ihn in die Position eines Handelsvertreters zwischen Hollywood und DuPont Chemicals bei der Beschaffung des Rohfilmmaterial brachte. Bioff ging auf das Angebot einer 7-%-Beteiligung unter der Maßgabe ein, dass das jährliche Einkommen daraus mehr als 50.000 US-Dollar betragen müsste. Außerdem sollten weder Browne beteiligt noch dieser und Nitti darüber unterrichtet werden.
Die Screen Actors Guild (SAG) erreichte es, im Mai 1937 offiziell anerkannt zu werden, nachdem ein groß angelegter Streik der Schauspieler in Hollywood durchgeführt wurde und sie ebenso Unterstützung durch die IATSE erhielten. Trotz dieser Hilfe erreichte das Outfit es jedoch nicht, in den folgenden Jahren diese Gewerkschaft sowie weitere Organisationen wie die Associated Actors and Artists of America zu unterwandern und die Kontrolle zu übernehmen. Bereits 1938 forderte Nitti von Bioff, dass er offiziell von seinem Posten zurücktreten solle, da er angreifbar geworden sei. Ähnliches wurde ein Jahr später von Nick Circella gefordert. Beide blieben jedoch weiterhin intern auf der Gehaltsliste. Ursache dafür war der Schauspieler Robert Montgomery, welcher 1938 Präsident der SAG war und durch eigene Informanten auf den Verdacht kam, dass Bioff durch Joseph Schenck bestochen worden war. Er setzte einen ehemaligen FBI-Agenten darauf an, private Ermittlungen durchzuführen, woraufhin bald Beweise in Form von Schecks entdeckt wurden. Ein Scheck über 100.000 US-Dollar wurde daraufhin an die Steuerbehörde weitergeleitet, die mit einer offiziellen Untersuchung begann. Schenck musste vor einem Gericht aussagen, bei dem er die Taktiken des Outfits ausführlich offenlegte. Das Resultat dieser Aussagen war, dass er nur für ein Jahr ins Gefängnis musste, ehe er seine Aufgaben in Hollywood wieder übernehmen konnte. Das Outfit verlor aber zunehmend die Kontrolle.
Der entscheidende Rückschlag erfolgte dann im November 1939 durch den Reporter Westbrook Pegler. Dieser stieß auf Unterlagen über Bioffs verbrecherische Vergangenheit in Chicago und setzte nun eigenständige Untersuchungen an, warum dieser sich nun in der Gesellschaft von Hollywood-Größen aufhalten konnte. Robert Montgomery unterstützte den Reporter zusätzlich mit seinen Untersuchungsergebnissen, die in einem regelrechten journalistischen Kreuzzug gegen Bioff und seine Verbündeten mündete. Bereits früh im Jahr 1940 wurde Bioff wegen einer ausstehenden Verurteilung von 1922 eingesperrt. Direkt nach seiner Entlassung ein Jahr später wurde er jedoch zusammen mit Browne und Circella wegen Erpressung angeklagt. Circella erklärte sich 1943 selbst für schuldig, nachdem im Februar seine Freundin Estelle Carey ermordet wurde (vermutlich als Warnung an die Angeklagten zu schweigen und die Hauptmänner des Outfits nicht zu belasten, wie es bereits Bioff und Browne ab 1941 getan hatten). Bei Browne und Bioff hatte die Drohung keinen Erfolg; als beide für schuldig befunden wurden, entschieden sie sich trotzdem dafür, weitere belastende Aussagen gegen Nitti und Co. zu tätigen, um eine milde Haftstrafe zu erhalten. Während Circella zu acht Jahre Gefängnis verurteilt wurde, kamen Bioff und Browne mit 3 Jahren davon. Zusätzlich wurden vor Gericht die großen Studiochefs wie Harry und Albert Warner, Louis B. Mayer und Joseph Schenck befragt. Roselli übernahm vorerst nach der Verurteilung von Bioff dessen Posten in Hollywood. Doch aufgrund der Zeugenaussagen und belastendem Material kam es am 18. März 1943 dazu, dass unter anderem Frank Nitti, Paul Ricca, Johnny Roselli, Louis Campagna und Charles Gioe angeklagt wurden. Eine Entwicklung, die das Ende von Frank Nitti einläuten sollte.

### Nittis Ende
Am selben Tag, kurz vor dem Prozessbeginn, fand in Nittis Haus ein Treffen statt, an welchem unter anderen Paul Ricca und Louis Campagna teilnahmen und auf dem Nitti als Oberhaupt abgesetzt wurde. Starker Mann auf der Zusammenkunft war Ricca, der vermutlich schon de facto Boss des Outfits war.
Offenbar wurde Nitti für das Scheitern der Aktionen in Hollywood verantwortlich gemacht. Insbesondere die Einbindung von Willie Bioff durch Nitti wurde rückblickend als unnötiges Risiko gewertet. Vermutlich wurde Nitti aufgefordert, deshalb auch die juristische Strafe auf sich zu nehmen, um die Gesamtorganisation zu schützen. Eventuell wurden auch Pläne erwogen, wie die Zeugenaussage von Bioff vor Gericht noch zu verhindern sei, etwa indem dieser im Gerichtssaal erschossen werden würde, was auch Browne einschüchtern würde.
Nitti soll auf diese Forderungen nicht eingegangen und das Treffen verbal eskaliert sein; d. h., Ricca soll eine Morddrohung gegen Nitti ausgesprochen haben, Nitti die Versammelten des Hauses verwiesen haben.
Einen Tag später, am 19. März 1943 betrank sich Frank Nitti, ehe er sein Haus in Richtung North Riverside verließ. Dort wurde er von den Bahnmitarbeitern William F. Seebauer, Lowell M. Barnett und E. H. Moran beobachtet. Einige Berichte sprechen von zwei Zeugen, andere erwähnen auch eine Schwester aus einem nahe gelegenen Sanatorium.
Demnach war Nitti am Nachmittag betrunken auf den Gleisen beobachtet worden, wie er sich auf einen ihm entgegenkommenden Zug zubewegte, ehe er das Gleis wechselte und in der Nähe eines Zauns hinfiel. In einer Hand befand sich eine Pistole, während er in der anderen Hand eine Flasche Whiskey hielt. Kurz darauf richtete Nitti die Pistole gegen den Kopf und erschoss sich.
Frank Nitti ist damit das bisher einzige Oberhaupt der La Cosa Nostra, das Selbstmord beging. Da es zum Selbstmord von Nitti also keinen Referenzfall gab, kam auch das Gerücht seiner Ermordung auf. So soll es unterschiedliche Berichte über die Anzahl der Projektile in seinem Kopf und die gefundenen Patronenhülsen geben. Offensichtliches Motiv seitens Paul Ricca wäre es gewesen, Nitti vorsichtshalber zum Schweigen zu bringen, falls dieser sich aufgrund seiner Absetzung oder zwecks Haftvermeidung entschließen würde, ein Pentito zu werden und somit als Kronzeuge weitere belastende Enthüllungen über die Unterwanderung Hollywoods zu machen.
Über die Gründe des Selbstmordes gibt es verschiedene Thesen. So soll Nitti an Klaustrophobie gelitten haben, weshalb er die Haft in einer engen Gefängniszelle vermeiden wollte. Auch weitere psychische und physische Aspekte wurden herangezogen; so soll Nitti nach dem Tod seiner ersten Frau an Depressionen und an seinen starken gesundheitlichen Schäden infolge des Attentats gelitten haben. Er soll sogar an Krebs bzw. an einer neurologischen Krankheit gelitten und Herzprobleme gehabt haben.
Frank Nitti wurde auf dem Friedhof Mount Carmel Cemetery beigesetzt.

## Frank Nitti – Frontboss oder Oberhaupt?
Eine der größten Kontroversen um die Person Frank Nitti dreht sich um seinen tatsächlichen Status, den er im Chicago Outfit einnahm. Eine populäre These ist es, dass Frank Nitti einen Großteil seiner „Regierungszeit“ nicht wirklich an der Spitze der Organisation stand, sondern nur die Rolle eines Frontbosses einnahm. Aufgrund der Aufmerksamkeit, die er in den 1930er Jahren nach seiner ersten Gefängnisstrafe erhielt, wurde er schnell von den Zeitungen als Nachfolger von Al Capone gesehen. Dieser Umstand mag den Personen im Hintergrund, darunter Paul Ricca und Anthony Accardo, anfangs recht gewesen sein und so fungierte Nitti als eine Art Blitzableiter für das Outfit. So wird u. a. angeführt, dass Paul Ricca einen Sitz im National Crime Syndicate hatte und Frank Nitti davon vermutlich nichts wusste. Ebenso gibt es Beispiele, die zitieren, dass in einigen Situationen Leute wie Ricca, Murray Humpreys und Jake Guzik Nittis Entscheidungen offen anzweifelten und widersprachen.
Jedoch gibt es auch genug Hinweise, die seine untergeordnete Funktion als „Frontboss“ widerlegen. So wird angeführt, dass allein die Länge seiner Amtszeit als Indiz seiner wahren Rolle als Oberhaupt gewertet werden müsse, da es unwahrscheinlich sei, die wahren Tatsachen über so einen langen Zeitraum zu verschleiern. Auch das Attentat auf Nitti 1932 wird als Indiz seiner Bedeutung gewertet. FBI-Berichte sagen aus, dass Nitti sogar eines der Gründungsmitglieder der „Commission“ gewesen sei, welche über interne Auseinandersetzungen sowie über die Organisation verschiedener Verbrechen entschied. Dazu kamen die Anführer der Fünf Familien aus New York City: Lucky Luciano, Joseph Bonanno, Joe Profaci, Gaetano Gagliano und Vincent Mangano sowie der Buffalo-Boss Stefano Magaddino und der Kosher Nostra Meyer Lansky. Paul Ricca wäre demnach Nittis Unterboss gewesen. Gründe für Riccas spätere (angeblich ohne Nittis Wissen) Teilnahmen an Sitzungen der „Kommission“ resultierten demnach in einem Konflikt zwischen Luciano und Nitti, die eine gegenseitige Abneigung hegten, die durch Meinungsverschiedenheiten über die Kontrolle in Hollywood verschärft worden sei. Luciano hielt jedoch den Vorsitz in dieser Kommission und so ist es durchaus möglich, dass sich Nitti dazu entschied, Paul Ricca als seinen Delegierten zu entsenden. Hinzu kommt, dass die Jugendfreunde Luciano und Lansky angeblich bereits 1932 entschieden hätten, mit Ricca und nicht mehr mit Nitti zu verhandeln. Dadurch ist es durchaus möglich, dass im Laufe der Jahre Nittis Macht zunehmend schwand und Ricca im selben Maße an Einfluss gewann, ehe er zum neuen offiziellen Oberhaupt aufstieg und sich daraus die These entwickelte, er sei der wahre Boss über den gesamten Zeitraum gewesen.
Zusätzliche Schwierigkeiten bei der genauen Festlegung der Rolle Nittis liegen auch darin, dass die Organisationsform des Chicago Outfits anders war, als in den anderen Familien der La Cosa Nostra. Während diese traditionell streng hierarchisch konstruiert sind, wies die Chicagoer Version schon früh eher den Aufbau einer Firma der legalen Wirtschaft auf. Es existieren zwar durchaus die Positionen als Boss, Unterboss und Consigliere, diese arbeiten aber in einer Art Verwaltungsrat mit anderen führenden Mitglieder des Outfits zusammen, um gemeinsam wichtige Entscheidungen zu beraten. Dadurch hat die Führungsschicht einen fließenden Übergang, bei dem ein Wechsel an der Spitze noch schwieriger zu erkennen war, als bei den anderen Familien. Ähnliches war auch später bei Anthony Accardo zu beobachten, der trotz seines Rücktritts vom eigentlichen Posten als Boss im Hintergrund als Consigliere die Fäden in der Hand behielt.

## Familie
Nittis Vater Luigi starb in Italien, als Francesco noch ein Kleinkind war, woraufhin ihn seine Mutter mit nach Amerika nahm. Dort heiratete sie einige Jahre später. Mit seinem Stiefvater kam Frank Nitti nicht zurecht, was wohl ein Hauptgrund dafür war, dass er bereits mit jungen Jahren sein Zuhause verließ.
Nach Angaben, die Nitti im Jahre 1930 an das FBI lieferte, besaß er noch eine Schwester namens Anna Vollaro, die in Brooklyn lebte sowie eine (vermutlich Halb-)Schwester namens Marie, welche mit dem Chicago-Outfit-Mitglied Anthony „Tough Tony“ Capezio verheiratet war.
Frank Nitti heiratete seine erste Frau, Anna Theresa Ronga, am 16. Februar 1929 in St. Louis. Sie war die Tochter von Gaetano Ronga, einem Arzt, welcher vermutlich als Mob-Arzt tätig war, darunter für Samuel Samuzzo „Samoots“ Amatuna, einem Präsidenten der Unione Siciliana, welcher 1925 einem Mordanschlag zum Opfer fiel, und Frank Nitti selbst, infolge des versuchten Attentats auf Nitti Ende 1932. 1934 adoptierten Frank und Anna vermutlich einen Jungen namens Joseph. Am 19. November 1940 starb jedoch die 38-jährige Anna, wahrscheinlich an einer Dickdarmentzündung. Im Juli 1942 ehelichte Frank Nitti Antoinette M. Caravetta, ehemalige Sekretärin und Verlobte des früheren Capone-Anwalts (und späteren Gegners) Edward Joseph O’Hare (Vater des Marineoffiziers O’Hare, nach dem der O’Hare International Airport in Chicago benannt wurde). Auch nach Nittis Tod im Jahre 1943 trug Caravetta den Namen der Mrs. Nitti weiter.

## Film und Filmzitate
- 1959: Bruce Gordon spielte Nitti in der US-amerikanischen Fernsehserie The Untouchables und in dem Film Al Capone kehrt zurück.
- 1967: Harold J. Stone verkörperte Nitti in den Film Chicago-Massaker (The St. Valentine’s Day Massacre) von Roger Corman, in dem das Valentinstag-Massaker thematisiert wird.
- 1975: Sylvester Stallone stellte Nitti in dem Film Capone von Steve Carver dar.
- 1987: In dem Film The Untouchables – Die Unbestechlichen wird Nitti von Billy Drago gespielt und (historisch nicht korrekt) von Eliot Ness vom Dach eines Gerichtsgebäudes gestoßen und getötet.
- 1988: Der Filmemacher Anthony LaPaglia porträtierte Nitti in seinem Genrefilm Nitti – der Bluthund (OT: Frank Nitti: The Enforcer).
- 2002: Stanley Tuccis Verkörperung Frank Nittis in dem Film Road to Perdition gilt als historisch angemessene Darstellung. Allerdings befand sich Nitti zu der Zeit, in der die (fiktive) Filmhandlung spielt, in Wirklichkeit im Gefängnis.
- 2009: In Public Enemies wird Nitti von Bill Camp dargestellt.